# Bedanda
Bedanda és una vila i un sector de Guinea Bissau, situat a la regió de Tombali. Té una superfície 1.143 kilòmetres quadrats. En 2008 comptava amb una població de 28.301 habitants.